# 35th Anniversary: Live in Poland
35th Anniversary: Live in Poland – dwupłytowy album koncertowy amerykańskiego zespołu rockowego Toto, zarejestrowany 25 czerwca 2013 w hali Atlas Arena w Łodzi z okazji 35 rocznicy działalności zespołu. Ukazał się nakładem wytwórni płytowej Eagle Records 28 kwietnia 2014 roku. Wydany został zarówno na CD, DVD i Blu-ray.

## Lista utworów
| #    | Tytuł                                              | Kompozytorzy                                                                            | Czas  |
| ---- | -------------------------------------------------- | --------------------------------------------------------------------------------------- | ----- |
| 1.1  | "Intro 13"                                         | Steve Porcaro                                                                           | 0:36  |
| 1.2  | "On The Run/Child’s Anthem/Goodbye Elenore Medley" | Steve Lukather/David Paich/Fee Waybill//David Paich//David Paich                        | 5:29  |
| 1.3  | "Goin’ Home"                                       | David Paich/Joseph Williams/Jeff Porcaro                                                | 5:03  |
| 1.4  | "Hydra"                                            | Steve Lukather/David Paich/Steve Porcaro/Jeff Porcaro/David Hungate/Bobby Kimball       | 7:13  |
| 1.5  | "St George And The Dragon"                         | David Paich                                                                             | 4:59  |
| 1.6  | "I’ll Be Over You"                                 | Steve Lukather/Randy Goodrum                                                            | 5:19  |
| 1.7  | "It’s A Feeling"                                   | Steve Porcaro                                                                           | 3:36  |
| 1.8  | "Rosanna"                                          | David Paich                                                                             | 8:53  |
| 1.9  | "Wings Of Time"                                    | David Paich/Mike Porcaro                                                                | 9:35  |
| 1.10 | "Falling In Between"                               | Greg Phillinganes/Steve Lukather/Robert Kimball/David Paich/Simon Phillips/Mike Porcaro | 4:02  |
| 1.11 | "I Won’t Hold You Back"                            | Steve Lukather                                                                          | 5:43  |
| 1.12 | "Pamela"                                           | Joseph Williams/David Paich                                                             | 6:12  |
| 2.1  | "99"                                               | David Paich                                                                             | 4:22  |
| 2.2  | "The Muse"                                         | David Paich                                                                             | 2:45  |
| 2.3  | "White Sister"                                     | Bobby Kimball/David Paich                                                               | 6:38  |
| 2.4  | "Better World"                                     | Steve Lukather/David Paich                                                              | 8:12  |
| 2.5  | "Africa"                                           | Jeff Porcaro/David Paich                                                                | 10:29 |
| 2.6  | "How Many Times"                                   | Jeff Porcaro/David Paich/Steve Lukather/Mike Porcaro                                    | 5:47  |
| 2.7  | "Stop Loving You"                                  | Steve Lukather/David Paich                                                              | 7:20  |
| 2.8  | "Hold The Line"                                    | David Paich                                                                             | 4:49  |
| 2.9  | "Home of the Brave"                                | Joseph Williams/ David Paich/Steve Lukather/Jimmy Webb                                  | 8:55  |

## Skład
- Steve Lukather – śpiew, gitary
- David Paich – śpiew, instrumenty klawiszowe
- Joseph Williams – śpiew
- Steve Porcaro – instrumenty klawiszowe
- Simon Phillips – perkusja

Gościnnie
- Nathan East – gitara basowa, chórki
- Amy Keys – chórki
- Mabvuto Carpenter – chórki